# Ischnura rubens
Ischnura rubens är en trollsländeart som först beskrevs av Evans 1845.  Ischnura rubens ingår i släktet Ischnura och familjen dammflicksländor. Inga underarter finns listade i Catalogue of Life.